# Liaison équipotentielle
 (mars 2024).
Si vous disposez d'ouvrages ou d'articles de référence ou si vous connaissez des sites web de qualité traitant du thème abordé ici, merci de compléter l'article en donnant les références utiles à sa vérifiabilité et en les liant à la section « Notes et références ».
Une liaison équipotentielle est une protection permettant de garantir l'absence de potentiel électrique entre différents éléments conducteurs d'électricité (charpente métallique, sol humide, etc.). Cela est réalisé à l'aide d'un ou plusieurs fils électriques en cuivre ou en aluminium, afin de limiter les différences de potentiel entre ces éléments conducteurs d'électricité. 

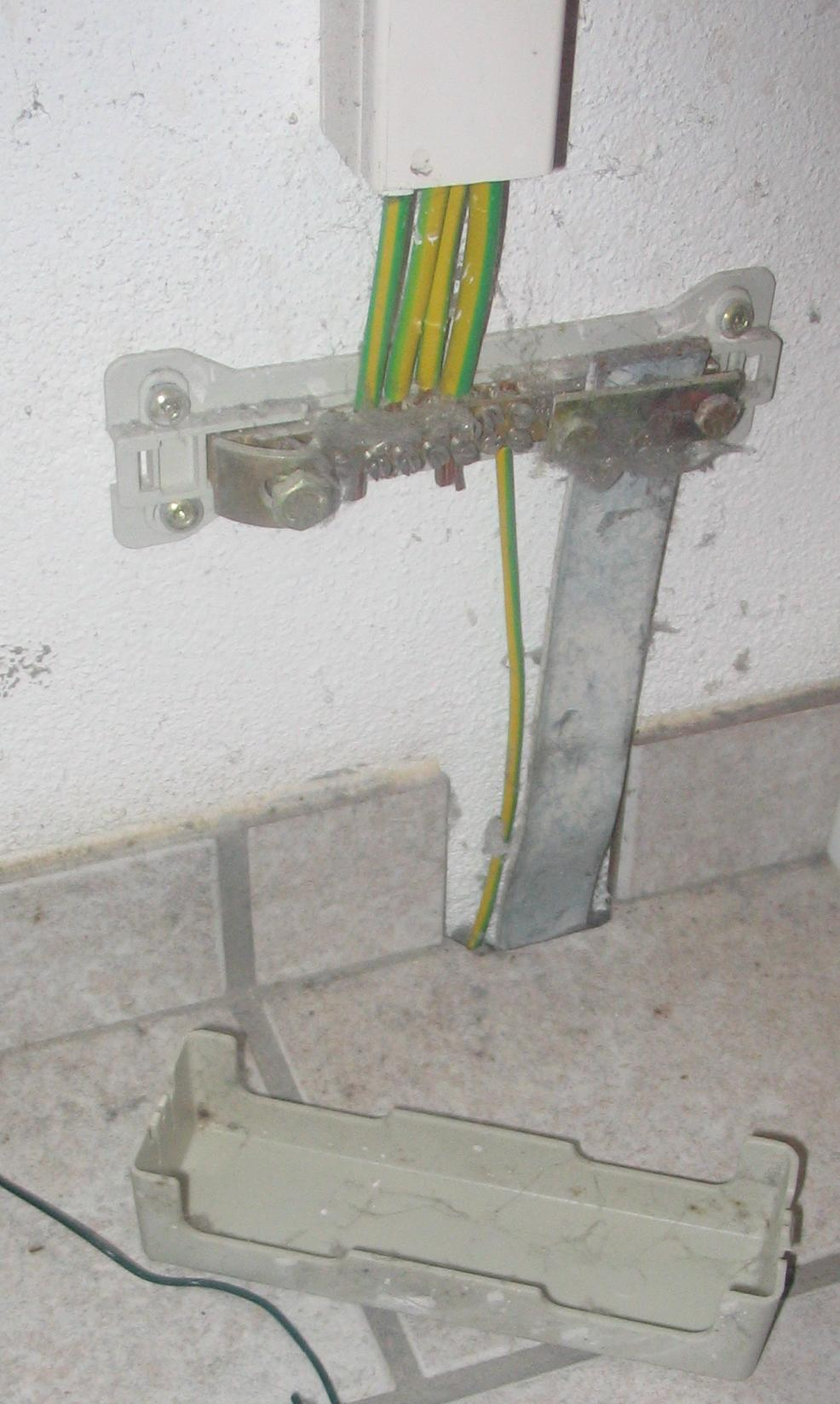
Interconnexion des fils de protection au niveau du puits de terre.

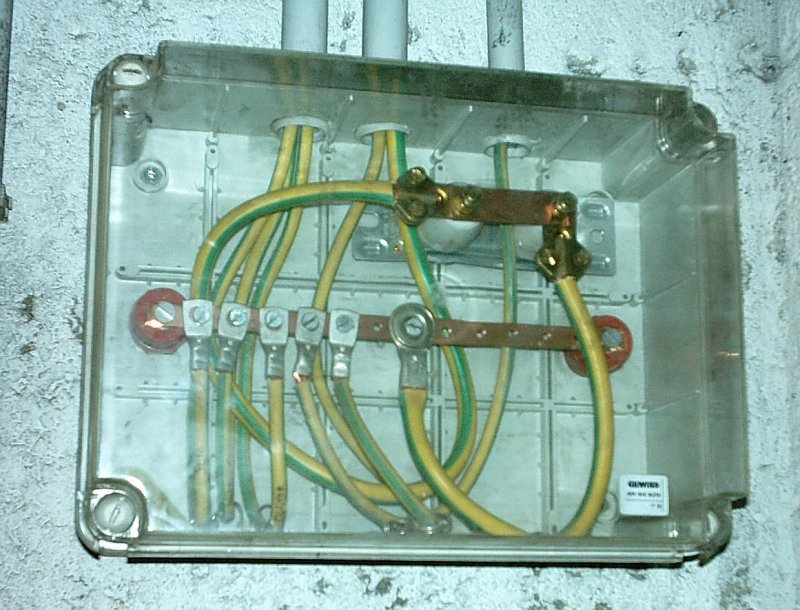
Tableau d’interconnexion des mises à la terre.

## Objet
Des différences de potentiel (DDP) peuvent être provoquées par un ou des défauts entre des éléments conducteurs du bâtiment ou par induction lorsque le temps est orageux ou que la foudre est sur le point de tomber à proximité. La liaison équipotentielle a pour objectif d'éviter la propagation de potentiel électrique, pour garantir la sécurité des occupants et protéger les appareils sensibles aux impulsions électromagnétiques.
On distingue deux types de liaisons équipotentielles : la liaison équipotentielle principale et la liaison équipotentielle locale.

## Liaison équipotentielle principale
La liaison dite équipotentielle principale se trouve à l'entrée d'un bâtiment. Elle consiste en une connexion électrique de tous les éléments métalliques du bâtiment tels que les canalisations métalliques d'alimentation d'eau, de gaz ou de chauffage accédant au bâtiment ainsi que toutes les pièces de la charpente métallique de ce même bâtiment,[source secondaire souhaitée] ; cette liaison équipotentielle est reliée à la terre du bâtiment et est vérifiée régulièrement.

## Liaison équipotentielle locale

### Salle de bain et salle d'eau
Chaque salle de bain doit comporter une liaison équipotentielle locale[réf. nécessaire], qui relie entre eux tous les éléments métalliques (canalisations, châssis des appareils sanitaires, etc.). Ceci inclut tous les éléments suivants : baignoire métallique, canalisations métalliques, armoire métallique, dormant de porte ou de fenêtre métallique, structure de faux-plafond métallique.
Cette liaison équipotentielle doit elle-même être reliée au conducteur de protection (« fil de terre ») pour neutraliser tout potentiel électrique direct (court-circuit) ou induit (foudre par exemple).
Aucun appareil avec prise de terre ne doit être amené dans la salle d'eau dans le volume de sécurité[source secondaire souhaitée]. Tous les appareils alimentés en électricité et utilisés dans le volume de sécurité d'une salle d'eau doivent avoir une double isolation,[source secondaire souhaitée]. Tous les appareils électriques, fixes ou mobiles, utilisés dans la salle d’eau (prises et lumière) doivent être protégés par des disjoncteurs différentiels 30 mA ou être munis d'un transformateur d'isolement.

### Pièces humides
Dans les pièces humides, la conductivité de l'eau, augmente le conductivité du sol et des murs. De ce fait elle augmente les risques d'électrisation. Entre autres, les élevages (bovin, ovin, etc.) doivent être particulièrement attentifs aux courants vagabonds pouvant provenir des machines à traire, ou de tout autre appareil alimenté en électricité et mal isolé, qui peuvent perturber les animaux, voire les blesser. La liaison équipotentielle locale et sa mise à la terre permettent d'évacuer tout courant vagabond. De même les centre de découpe de poissons sont particulièrement humides (entre autres eau de nettoyage des poissons et du sol).

### Supports et renforts métalliques sous la toiture
Afin d’éviter tout risque de tensions parasites dans les pièces métalliques installées dans les combles d'un bâtiment ou d'une maison, elles doivent être reliées entre elles et à la terre du bâtiment. En particulier, les faux plafonds à structures métalliques non visibles, mais situées à proximité immédiate de la toiture sont reliées. Sans cette liaison, en cas de temps orageux, ces pièces métalliques pourraient avoir une tension élevée par induction et même sans contact direct de la foudre. Si ces pièces métalliques ne sont pas reliées à la terre, un risque d’électrocution est présent, même sans défaut dans l'installation électrique.

### Autres pièces métalliques
Toutes les pièces métalliques d'un bâtiment (entre autres les chemins de câbles métalliques) doivent faire partie de la liaison équipotentielle et être reliées à la Terre, afin d'éviter toute tension parasite qui pourrait :
- devenir dangereuse pour les occupants en cas de contact accidentel avec un fil électrique sous tension ;
- servir d'antenne pour les rayonnements électromagnétiques (dont la foudre).

## Section des fils
Afin de garantir l'intégrité de la liaison équipotentielle, il est nécessaire que la section d'un fil de mise à la terre soit identique à celle des fils d'alimentation électrique, afin de supporter l'intensité maximale du défaut électrique (voire plus, en cas de foudre). La section des fils d’interconnexion doit être identique à celle de l’alimentation électrique la plus importante du lieu à protéger (que ce soit dans une pièce, un bâtiment ou un site).
La section du fil reliant un parafoudre à la Terre doit être au moins de 16 mm2.